# Jancsovics család
Jancsovics család Bars vármegyei eredetű és Verebélyi széki nemesi család.
A család eredete Néverre tehető.
Címeres nemeslevelük a hindi Vincze család letétjeként került a Magyar Nemzeti Múzeumba. E szerint 1629. március 10-én Bécsben II. Ferdinánd Janczovith Mártonnak és gyermekeinek Györgynek, Istvánnak, Miklósnak és Zsófiának, mivel a háborús zavarok idején javaikkal együtt címeres nemeslevelüket is elvesztették, nemességüket és korábbi címerüket megújította. Kihirdették 1629. június 20-án a verebélyi érseki székben, azzal a föltétellel, hogy az érseki szék praediális nemeseinek terheiben osztozik, illetve 1631. március 11-én Nyitra vármegye közgyűlésén, végül 1776. március 5-én Bars vármegye közgyűlésén. Utóbbi alkalommal bemutatói, Jancsovich József és Ferenc, leszármazásukat is igazolva a megye nemeseinek sorába iktattattak.
A 17. század első felében Jancsovics György (Pozsony) és testvére Miklós (Bazin) telepedett le Pozsony vármegyében. Miklós 1635-1637 között a nagyszombati jezsuita gimnázium diákja. Jogi pályán mozgott, több személyt és Bazin városát képviselte. 1656-ban Bazin szenátora és Modor fiskálisa. 1655-ben a bazini evangélikus templom egyik adománytevője. Felesége Havar Magdolna volt, fia János kezelte a bazini vagyonát. A családnak Félben és Morvaszentjánosban (2 kúria) voltak birtokai, de Néveren is maradt jószága. Özvegye 1666-1667-ben pereskedett a birtokaikért az esztergomi érsekkel.
1699-ben János és György adományt nyert a Kollonich Lipót esztergomi érsektől a néveri ún. Bottka udvarhely kúriára. 1755-ben Néveren a Gáspár család irtásbirtokait vizsgálták, melyhez mellékelték Névery Gergely és Appony Katalin, illetve Jancsovith Márton és Névery Katalin leszármazottainak családfáját.
1700-ban János Bazin városával pereskedett a kúriában való kimérési jog ügyében. János is jogi képviselő volt.
Pozsony vármegyéből később eltűntek. 1908-ban az 1898/IV tc. alapján Bars vármegyében Bélád községben fekvő Vincze majort Jancsovith major névre változtatták.
Címerüket Jancsovics Miklós 1652-1657 közötti pecsétjeiről ismerjük. Pajzsban, pázsiton jobbra fordult kétfarkú oroszlán, jobbjában három rózsa. Sisakdíszben két sasszárny között, deréktól magyaros ruhában férfi, jobbjában karddal.

## Neves családtagjaik
- Jancsovith András pozsonyi mesterkanonok[7]
- Jantsovith Ignác Bars vármegyei esküdt a kistapolcsányi járásban[8]
- Jancsovith János Bars vármegyei főbíró a kistapolcsányi járásban[9]
- Jancsovith Miklós Bethlen István egyik követe az 1646-47-es pozsonyi országgyűlésen[10]
- Jancsovith György Nyáry Bernát egyik követe az 1646-47-es pozsonyi országgyűlésen[11]
- Jancsovits János Bars vármegyei szolgabiró 1849-ben[12]
- Jancsovith Károly a FEMKE Bars vármegyei pénztárnoka 1891-ben[13]
- Jancsovics Pál (1817-1894) Békés vármegye alispánja, királyi tanácsos 1891-ben[14]
- Jantsovits Emil ügyvéd[15]
- Jancsovics István (1811-1893) evangélikus lelkész[15]
- Juhari Károly templomfestő.[16]
- Vincze Károly Pál (1844–1923) esperes, plébános, kanonok.